# クッキングママ

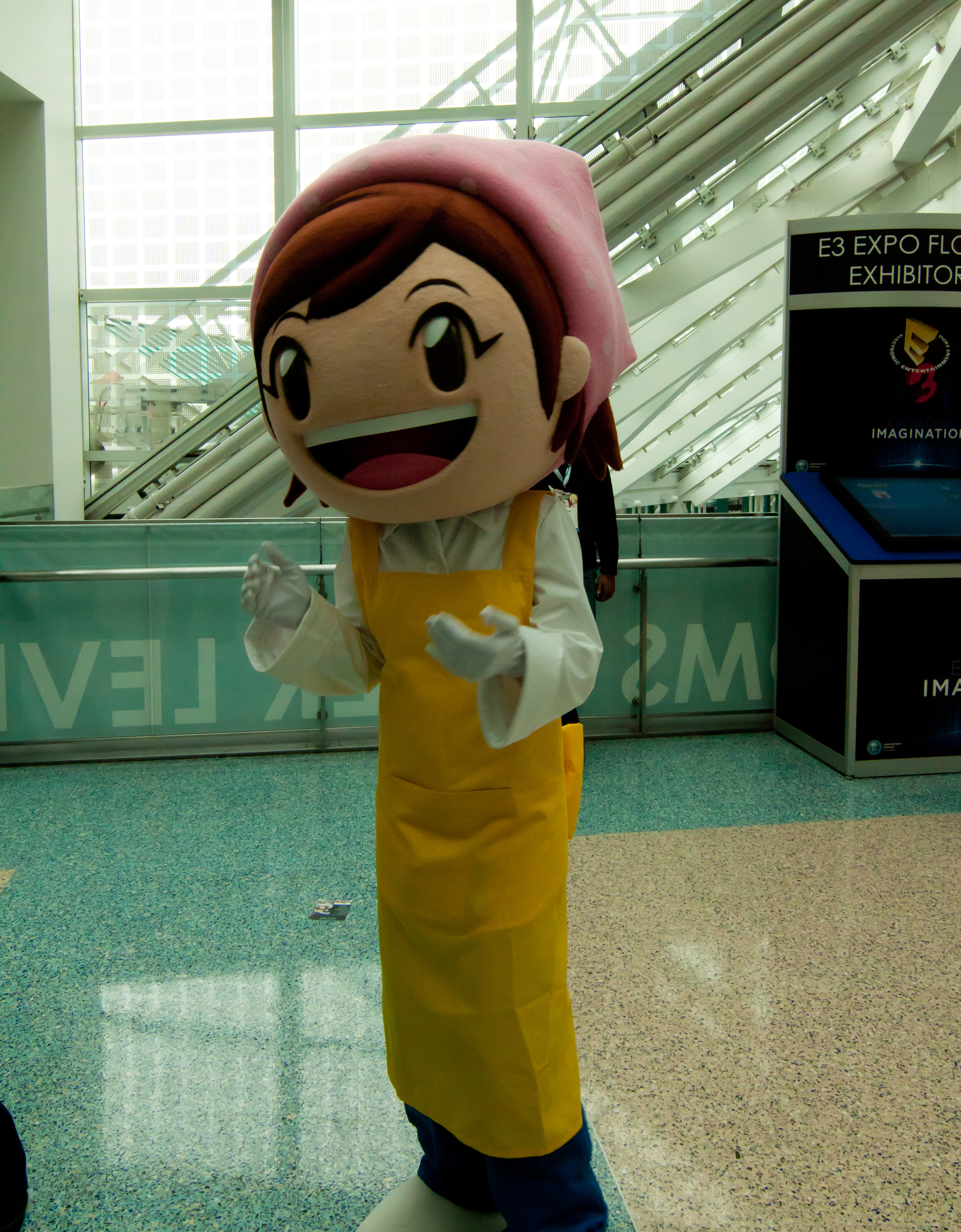
クッキングママの着ぐるみ

『クッキングママ』（Cooking Mama）は、2006年に発売されたニンテンドーDS用の料理ゲーム。開発はオフィスクリエイト。本稿では続編作品についても合わせて解説する。
日本では当初、タイトーが発売元となっていたが2010年3月の事業再編に伴い『クラフトママ』以降のシリーズ作品はオフィスクリエイトが発売（流通はスクウェア・エニックスが協力）している。ウェブ上の情報も同様に移行されている。
日本国内での販売本数が約7万本ほどだったので、「やっても無駄だろう…」と半ば諦めつつ海外でもリリースしたところ、欧州で190万本、北米では302万本の売り上げを記録し、2006年のE3でIGNの「Best DS Most Innovative Design（最も革新的デザインの作品賞）」に輝くなど、現在の国内市場と全世界市場とのユーザー層の意識の差を浮き彫りにしたゲームと言える。
全世界でのシリーズ累計販売本数は2010年12月時点で1,200万本を超えている。

## シリーズ作品

### クッキングママ
2006年3月23日発売。1人プレイ専用。
本作は、ニンテンドーDSのデュアルスクリーンの内、タッチスクリーンを使用して、上手に料理を行うことが目的となる。料理の手順は画面上の「ママ」が指示し、プレイヤーはそれに倣って操作する。料理の操作はミニゲーム形式で行われ、材料を切る、煮る、炒めるといった基本的なものの他に、米洗いといった細かいところから最終的な盛り付けまで行える。なお、ミニゲームの結果があまりにも思わしくない場合、ママが手直しすることになる。料理を完成した時点で、それまでのミニゲームの点数に応じて評価が変わる。
登場するレシピは、日本料理やフランス料理とかなり幅広い。
2009年2月26日にはiPhone / iPod touch版が発売。オリジナルレシピが追加されている。

### クッキングママ みんなといっしょにお料理大会!
2007年2月8日にWiiで発売。
Wiiリモコンを操作してプレイすることが可能。Wi-fiコネクションを利用した通信プレイや2人対戦プレイも可能になっている。

### クッキングママ2
2007年11月15日発売。クッキングママの続編。
プレイヤーが完成した料理を食べてくれるモード、レシピの種類が80種類などのシステムが追加されている。また、ワイヤレスプレイに対応している。なお、米国では日本に先んじて発売している。

### クッキングママ2 たいへん!!ママはおおいそがし!
2008年12月4日発売。Wii版クッキングママの続編。

### クッキングママ3
2009年11月26日発売。ニンテンドーDSでは最後となるクッキングママの続編。
2つの食材を組み合わせて自由に料理を作る「くみあわせてみよう」と、ママに頼まれた食材を買出しにいく「おかいものをしよう」のシステムが追加されている。また、後述の『ガーデニングママ』との連動要素があり、ガーデニングで育てた野菜を本作に送るとミニゲームが追加される仕組みになっている。

### クッキングママ4
2011年12月1日発売。本作からニンテンドー3DSで展開されることになったクッキングママの続編。
3DSの立体視に対応したほか解像度も上がって料理のリアルさが増加。クッキングママ3で搭載された「くみあわせてみよう」が料理のセオリーを無視して組み合わせられるようになったほか、新しいモードとして窓ふきや雑巾がけのミニゲーム「おてつだいをしよう」が追加されている。発売前には体験版が配信され、2013年5月16日よりダウンロード版が販売開始されるなど、ダウンロード販売での展開も本格化した。

### Mama's Combo Pack Volume 1 / Volume 2
2012年8月28日に北米のみで発売されたニンテンドーDS用ソフト。「Volume 1」と「Volume 2」の2本が同日に発売（下記の『Mama's 2-Pack』とも同日）。「Volume 1」は第1作目『クッキングママ』と『キャンピングママ+パパ』のセット、「Volume 2」は『クッキングママ2』と『クラフトママ』のセットになっている。

### Mama's 2-Pack
2012年8月28日に北米のみで発売されたWii用ソフト。過去にWii向けに発売された2作品『クッキングママ みんなといっしょにお料理大会!』と『クッキングママ2 たいへん!!ママはおおいそがし!』がセットになっている。

### クッキングママ5
2013年11月21日発売。本作はママが3Dグラフィックでアニメーションするクッキングママの続編。
パッケージ版のほかダウンロード版が同時発売された。「おへやの模様替え」ができるようになった他、「おてつだい」と「おべんきょう」をテーマにしたミニゲーム「たいけんチャレンジ」モードと、ママが料理の正確さを判定してくれる「クッキングどうじょう」モードが搭載された。また、いつの間に通信により模様替えのアイテムが配信される。

### クッキングママ お料理しましょ!
2015年5月14日にAndroid・iOS向けに配信されたクッキングママシリーズの作品。
本作はソフトのダウンロードが無料でアプリ内課金のシステムが用いられている。ゲーム内ではシリーズ初となるトロフィー機能やミニゲームのスコアランキングが実装されている他、発売後のアップデートにより、新たなレシピや作物を育てる「のうじょう」の要素が追加された。

### Cooking Mama: Cookstar
2020年3月26日に北米・欧州・豪州で発売・配信されたNintendo Switch用ソフト（現在配信停止中、#「Cooking Mama: Cookstar」無断販売問題参照）。シリーズ初の外注作品。菜食主義者の要望に応えた「ベジタリアンモード」に加え、完成した料理をSNSにシェアできる機能を追加。

## 派生作品

### ガーデニングママ
2009年3月19日発売。本作ではガーデニングに挑戦する。
『ちゃお』2009年5月号のお便りコーナー「ちゃおちゃおアーケード」で取り上げられ、本作品のCMキャラクターである南海キャンディーズが出演した。

### クラフトママ
2010年11月11日発売。今回は手芸に挑戦する。
前作まではタイトー発売だったが本作以降はオフィスクリエイト発売となっている。

### ベビーシッターママ
2010年12月2日発売。今回はベビーシッターに挑戦する。
付属のあかちゃん人形にリモコンを装着して子守りを体感するようになっている。

### キャンピングママ+パパ
2011年7月14日発売。これまでのママシリーズは、女の子の好む料理と園芸と手芸がテーマであったが、本作は男の子を意識しており家族でアウトドアライフに挑戦する。
ママのほかに、パパと男の子のリンゴ、女の子のイチゴが登場して「ぼうけん」をテーマにしたミニゲームをこなす内容となっている。

### ガーデニングママ:ママと森のなかまたち
2013年9月26日発売。ニンテンドー3DSでの展開となるガーデニングママ。パッケージ版とダウンロード版が同時発売になったのは、ママシリーズでは本作が初めてである。
前作では「おにわ」の手入れだけだったシステムが、クッキングママ4からの「おてつだい」と、森のどうぶつたちの「おみせ」に出荷するノルマをこなす経営要素が追加されて大幅にボリュームアップ。いつのまに通信による種の配信にも対応している。

### クッキングママ:わたしのスイーツショップ
2014年11月6日発売。今回はパティシエールとなってスイーツの制作と販売に挑戦する。
ゲームシステム自体にはシリーズ作を踏襲した「おりょうりアクション」が搭載されているもののナンバリングはされておらず作った料理を販売する経営要素が追加されている。東京ゲームショー2014ではファミリーコーナーにて16台ものプレイアブル機を展示して多くの親子連れで賑わい、小学校低学年から未就学児童の市場における存在感をアピールした。

### クッキングママ Let's Cook Puzzle
2016年2月18日より配信開始。シリーズ初となるパズルゲーム。
メインのゲーム画面では火にかけられた鍋が表示され、そこに食材を摸した様々な種類のキャラクター「ふーどん」が次々と投入される。ふーどんをドラッグして同じ種類同士を3つつなげると大きな1つのふーどんになる。ふーどんをタップすることでその場から消えてふーどんを用いた料理が制作され、同時に得点が加算されるが、大きなものほど高得点となる。
ゲーム内では、パパなどのキャラクターがゲストとして登場する。

## 日記システム
料理の終了後、プレイヤーが完成した料理を日記として記録が可能になっている。デザインを変更ができるなど、プレイヤーの好みでアレンジ可能。

## 公式Mii
北米販売元のマジェスコが2011年4月7日に公式FacebookにてママのMiiを公開した。ニンテンドー3DS本体内蔵のMiiスタジオで読み込むと追加される。

## ニンテンドー3DS きせかえテーマ
ニンテンドー3DS本体のホーム画面を変更する「きせかえテーマ」として、以下のものがダウンロード販売されている。
- 『クッキングママ：わたしのスイーツショップ』（2014年11月5日配信）[40][41][42]。
- 『クッキングママ：たのしいお料理』（2014年11月26日配信）[43][44]。
- 『クッキングママ：ウインター』（2014年11月26日配信）[45][46]。
- 『クッキングママ：クリスマス』（2014年12月17日配信）[47][48]。
- 『クッキングママ：ニューイヤー』（2014年12月24日配信）[49][50]。

## LINEスタンプ
2014年11月5日、クッキングママの「なかよしスタンプ」をLINE STORE クリエイターズスタンプにて販売を開始した。

## 実際に作れるレシピ
2014年6月にTwitterに公式アカウントが開設され、ママの日常などの情報を発信するようになった。それと同時に連動企画としてママが作った「実際に作れるレシピ」の公開を開始。これはゲーム中では実際の調理手順、調理方法をできるだけ再現したものになっているが、ゲームシステムの制約上、厳密な時間や分量を知ることができなかった点を補う内容となっている。

## 漫画化作品
『ちゃお』（小学館）にて2011年9月号より2015年3月号まで連載された。作画は森江真子。マンガの中ではゲームではシステムの制約上実現できない厳密な時間や分量で実際に作れるレシピを掲載しており、クッキングママ公式ページでも公開されている。

## 「Cooking Mama: Cookstar」無断販売問題
Planet Entertainmentは2020年3月26日、海外のニンテンドーeショップで『Cooking Mama: Cookstar』を販売したが、事前報告無しに数時間後、本作をeショップから削除した。ネット上ではブロックチェーンを使用した暗号通貨マイニング機能を導入したことが原因で配信停止にされたのではないかという噂が流れた。
同年4月15日にシリーズの版権元であるオフィスクリエイトが声明文を発表。本作がオフィスクリエイトの要求した品質に達していなかったにもかかわらず、Planet Entertainmentが無断で販売したことによるものだと主張した。それに加え、3月31日付でオフィスクリエイトはPlanet Entertainmentとのライセンス契約を解除したと表明した。
2022年10月、Planet Entertainmentは本作に類似した『Yum Yum Cookstar』というタイトルをリリースしている。

## パロディ騒動
動物の倫理的扱いを求める人々の会(PETA)は、ゲーム内で動物の肉を使ったレシピが含まれているとして抗議し、ゲームユーザーの菜食主義を促進させるという名目で、クッキングママと非常によく似たフラッシュゲーム(Cooking Mama: Mama Kills Animals)を製作した。明らかな権利侵害に対して、クッキングママシリーズを北米で販売しているマジェスコの対応が注目されたが、「私はラタトゥイユ（野菜煮込み料理）にネズミを入れたりしないし（アニメ映画の『レミーのおいしいレストラン』ネタ）、みんなが食事をお腹いっぱい楽しんでくれることだけを願って、幅広いレシピを作っています」というコメントと共に「Cooking Mama: World Kitchen（邦題：クッキングママ2 たいへん!!ママはおおいそがし!）」では、ベジタリアン向けメニューが大幅に増えているという最新作のアピールに繋げ法的措置を取らないことを発表したため、PETA側もこれを支持する形で決着した。